# Protet (contre-torpilleur)
Pour les articles homonymes, voir Protet.
Le Protet est l’un des six contre-torpilleurs de la classe Bisson construits pour la marine française dans les années 1910. Le navire a été condamné en 1933 et vendu à la ferraille la même année.

## Conception
La classe Bisson était une version agrandie de la classe Bouclier, construite selon une conception plus standardisée. Les navires avaient une longueur entre perpendiculaires de 78,1 mètres, une largeur de 8,6 mètres et un tirant d'eau de 3,1 mètres. Conçus pour déplacer 850 à 880 tonnes, ils avaient un déplacement de 756 à 791 tonnes à charge normale. Leur équipage comptait de 80 à 83 hommes.
Le Protet était propulsé par une paire de turbines à vapeur Parsons, chacune entraînant un arbre d'hélice utilisant de la vapeur fournie par quatre chaudières à tubes d'eau Indret. Les moteurs ont été conçus pour produire 15000 chevaux (11 000 kW) et une vitesse de 30 nœuds (56 km/h). Les navires transportaient suffisamment de mazout pour une autonomie de 1450 milles marins (2 690 km) à une vitesse de croisière de 14 nœuds (26 km/h).
L’armement principal des navires de la classe Bisson se composait de deux canons de 100 millimètres modèle 1893 dans des affûts simples, un à l’avant et un à l’arrière des superstructures, et de quatre canons de 65 millimètres modèle 1902 répartis au milieu du navire. Ils étaient également équipés de deux affûts jumelés pour tubes lance-torpilles de 450 millimètres au milieu du navire.

## Carrière
Le Protet a été commandé à l’arsenal de Rochefort et sa construction a commencé en juillet 1912. Il a été lancé le 15 octobre 1913 et achevé l’année suivante. Mis en service en 1914, il sert essentiellement en Méditerranée.
Lorsque la Première Guerre mondiale éclate en août 1914, le Protet est affecté à la 6e escadrille de torpilleurs de la 1re armée navale. Au cours des phases préliminaires de la bataille d'Antivari, au Monténégro, le 16 août, les 1re, 4e et 5e flottilles de contre-torpilleurs sont chargées d’escorter le gros de la 1re armée navale tandis que les 2e, 3e et 6e flottilles escortent les croiseurs cuirassés de la 2e escadre légère et deux croiseurs britanniques. Après avoir réuni les deux groupes et repéré le croiseur protégé austro-hongrois SMS Zenta et le destroyer SMS Ulan, les contre-torpilleurs français ne jouèrent aucun rôle dans le naufrage du croiseur, bien que la 4e flottille ait été envoyée à la poursuite infructueuse du Ulan. Après avoir brisé le blocus austro-hongrois d’Antivari (aujourd’hui connu sous le nom de Bar, le vice-amiral Augustin Boué de Lapeyrère, commandant de la 1re armée navale, décide de transporter des troupes et des fournitures jusqu’au port à l’aide d’un petit navire à passagers réquisitionné, le SS Liamone, escorté par la 2e escadrille légère, renforcée par le croiseur cuirassé Ernest Renan et escorté par le contre-torpilleur Bouclier avec les 1re et 6e flottilles de destroyers sous son commandement, tandis que le reste de la 1re armée navale bombardait le 1er septembre la base navale austro-hongroise de Cattaro, au Monténégro. Quatre jours plus tard, la flotte assure l’évacuation de Danilo, prince héritier du Monténégro, à bord du Bouclier, vers l’île grecque de Corfou. La flottille escorte plusieurs petits convois chargés de fournitures et d’équipements jusqu’à Antivari, à partir d’octobre et jusqu’à la fin de l’année, toujours couverts par les plus grands navires de l’armée navale dans des tentatives futiles d’attirer la flotte austro-hongroise dans la bataille. Au milieu de ces missions, les 1re et 6e flottilles sont dirigées par le contre-torpilleur français Dehorter alors qu’elles effectuent un ratissage au sud de Cattaro dans la nuit du 10 au 11 novembre 1914 dans une recherche infructueuse de destroyers austro-hongrois.
Le torpillage du cuirassé français Jean Bart le 21 décembre 1914 provoque un changement de tactique française, car les cuirassés sont trop importants pour risquer de les exposer à une attaque sous-marine. Désormais, seuls les contre-torpilleurs escorteraient les transports, couverts par des croiseurs à une distance de 20 à 50 milles (32 à 80 km) des transports. Le premier convoi de 1915 à destination d’Antivari arriva le 11 janvier et d’autres furent effectués jusqu’au dernier les 20 et 21 avril. Après que l’Italie ait signé le pacte de Londres et déclaré la guerre à l’Empire austro-hongrois le 23 mai, le navire était toujours affecté à la 6e flottille lorsque cette unité a été transférée à la 1re division de torpilleurs et de sous-marins de la 2e escadre basée à Brindisi, en Italie.
Le 12 juillet 1915, la 6e flottille de destroyers, dont le Protet, fait partie de la force qui attaque l’île de Lastovo au large de la côte autrichienne de l’Adriatique (qui fait maintenant partie de la Croatie), détruisant les stocks de pétrole et la station télégraphique. Cette attaque a été simultanée avec l’occupation italienne de Palagruža,.
Le 26 juin 1916, il participe au sauvetage des rescapés du contre-torpilleur Fourche, coulé par le sous-marin autrichien U-15. Le 22 décembre 1916, son commandant est accusé de ne pas avoir suivi son chef d’escadrille lors d’un combat naval (il sera acquitté par le conseil de guerre en août 1919).
Du 31 mai au 07 juin 1917, le Protet escorte le Mangini qui transporte depuis la France jusqu’en Grèce M. le sénateur Charles Jonnart, désigné comme haut commissaire et représentant de toutes les nations alliées, avec les pleins pouvoirs pour obtenir l’abdication du roi Constantin Ier de Grèce. Le roi Constantin abdique le 12 juin. Deux jours plus tard, le 14 juin, le Protet escorte (avec le Faulx) un vapeur grec emportant le souverain déchu et sa suite depuis Le Pirée vers l’exil en Italie.
Le 1er juillet 1918, le Protet est affecté à la 6e escadrille de contre-torpilleurs à Moúdros. Il subit des réparations à Naples à partir du 6 septembre 1918.
En 1919, il participe à l'opération d'Odessa. Il est affecté à partir de 1931 à l'École navale comme navire-école. Désarmé le 15 février 1933,, il est condamné en 1933 et vendu en 1934 pour démolition à Toulon.